# Vlag van het Land van Maas en Waal

Vlag van het Land van Maas en Waal

De vlag van het Land van Maas en Waal werd op 13 februari 2020 vastgesteld als de streekvlag van het Gelderse landstreek het Land van Maas en Waal. De vlag is ontworpen door Wim Hendriks uit Druten. De vlag toont drie even hoge banen van wit-blauw-groen en een geel wapenschild in het midden waarin twee golvende rivieren die de letters M en W vormen. De twee ontwerpen die af zijn gevallen bevatten ook de letters van Maas en Waal maar waren een stuk strakker vormgegeven.